# Iotula microcosmos
Iotula microcosmos är en snäckart som först beskrevs av Cox 1868.  Iotula microcosmos ingår i släktet Iotula och familjen punktsnäckor. Inga underarter finns listade i Catalogue of Life.